# زیرکوه (باشت)
زیرکوه یک روستا در ایران است که در شهرستان باشت واقع شده‌است. زیرکوه ۵۰ نفر جمعیت دارد.